# 顏習孔
顏習孔，字心卓，山東沂州人，明朝政治人物、同進士出身。

## 生平
天啓元年（1621年）辛酉科山東鄉試第十三名舉人，崇禎十年（1637年）丁丑科进士，十二年授山西長治縣知縣，多惠政。值明清鼎革，隐居不入城市。長子颜光斗，两中副榜舉德行。

## 家族
曾祖颜镗，千户；祖颜济文，參将；父颜如兰，指挥。